# Junior Jack
Pour les articles homonymes, voir Chicane (homonymie).
Junior Jack, de son vrai nom Vito Lucente (né le 31 août 1971 à Rutigliano), est un DJ et producteur italien. Il réside depuis l'âge de dix ans en Belgique.

## Biographie
Junior Jack est connu pour ses singles tels que Thrill Me, E Samba, Da Hype avec Robert Smith du groupe The Cure ou encore Stupidisco. Souvent associé à Kid Creme lors des soirées Defected à Ibiza, il reçoit avec ce dernier la récompense du meilleur DJ house de la saison lors des Ibiza DJ Awards 2005.

### Room 5
Junior Jack est aussi le musicien nommé Room 5, qui publie, en 2003, les singles Make Luv, Music and You, et en 2004, U Got Me.

## Discographie

### Albums
- 1990 : L'Album (sous Benny B)
- 1992 : Perfect, Daddy K et moi (sous Benny B)
- 1992 : Walakota (sous Wamblee)
- 2003 : Music and You (sous Room 5)
- 2004 : Trust It (sous Junior Jack)

### Singles
Junior Jack
| 1999                                           | My Feeling                                   | 40 | —  | —  | —  | 71 | —  | 10 | —  | 31 | 9 | Singles seulement |
| 2000                                           | U Look Fantastic (vs. Richard Grey)          | —  | —  | —  | —  | —  | —  | —  | —  | —  | — | Singles seulement |
| 2002                                           | Thrill Me (avec Erick Morillo et Terra Deva) | 46 | —  | —  | —  | —  | —  | 20 | —  | 29 | — | Trust It          |
| 2003                                           | E Samba                                      | 25 | 38 | 16 | —  | —  | 27 | 6  | 86 | 34 | — | Trust It          |
| 2003                                           | Da Hype (avec Robert Smith)                  | 19 | 22 | 17 | —  | 87 | 52 | 9  | 99 | 25 | 1 | Trust It          |
| 2004                                           | Stupidisco                                   | 14 | —  | —  | —  | —  | 25 | —  | —  | 26 | 1 | Trust It          |
| 2006                                           | See You Dancin'                              | 47 | —  | —  | 8  | —  | —  | —  | —  | —  | — | Singles seulement |
| 2006                                           | Dare Me (Stupidisco)                         | —  | —  | —  | 14 | —  | —  | —  | —  | 20 | — | Singles seulement |
| « — » signifie que le single n'est pas classé. |                                              |    |    |    |    |    |    |    |    |    |   |                   |

- 1990 : Qu'est ce qu'on fait maintenant? (avec Benny B)
- 1990 : Vous êtes fou (avec Benny B)
- 1990 : Move It! (sous One Shot) (sous Latino Brothers)
- 1991 : Dis-moi bébé (avec Benny B)
- 1991 : Parce qu'on est jeunes (avec Benny B)
- 1992 : Dix neuf huit (avec Benny B)
- 1992 : Est-ce que je peux (avec Benny B)
- 1992 : Georgia on My Mind (sous Hugh K.)
- 1993 : Shine On (sous Hugh K.)
- 1993 : Je t'aime à l'infini (avec Eric Imhauser, Gregg Wakson, David Linx and François Gery (avec Benny B))
- 1993 : Don't Miss The Party (sous One Shot) (sous Latino Brothers)
- 1993 : The Musik (sous One Shot) (sous Latino Brothers)
- 1994 : One More Time (sous Hugh K.)
- 1994 : Can You See It (sous Kaf'e)
- 1994 : I'm In Love (sous Fresh Mould)
- 1995 : Shine On (Unreleased Dubs) (sous Hugh K.)
- 1995 : Only House Muzik (sous Mr Jack)
- 1995 : Come With Me (sous Latino Brothers)
- 1996 : Wiggly World (sous Mr Jack)
- 1996 : Higher (sous Hugh K.)
- 1996 : Back In Town EP (sous Kaf'e)
- 1996 : Fantasy (sous Kaf'e)
- 1997 : The Wiggly World 2 (Jack Is the One) (avec Brenda Edwards) (sous Mr Jack)
- 1997 : I Know (avec Olivier Gosseries) (sous Mr Jack)
- 1998 : Can You See It '98 (sous Kaf'e)
- 1998 : Back from Hawaii EP (avec Olivier Gosseries) (sous Mr Jack)
- 1999 : Start! (avec Olivier Gosseries) (sous Mr Jack)
- 1999 : Only House Muzik - Remixes '99 (sous Mr Jack)
- 1999 : Voodoo Curse (avec Olivier Gosseries) (sous Mr Jack)
- 2001 : Make Luv (avec Oliver Cheatham) (sous Room 5)
- 2003 : Make Luv (re-release) (avec Oliver Cheatham) (#1 UK[1], #34 AUS) (sous Room 5)
- 2003 : Music and You (avec Oliver Cheatham) (#38 UK)[1] (sous Room 5)
- 2004 : Carnaval (sous Latino Brothers)
- 2004 : U Got Me (sous Room 5)
- 2005 : Make Luv (The 2005 Mixes) (avec Oliver Cheatham) (sous Room 5)

Autres alias
- 1990 : Coco Di Mamma (sous Don Vito)
- 1990 : Mais vous êtes sottes (sous Suzy D) (avec Richard Quyssens, François Gery et Alain Deproost)
- 1991 : No Name (sous F&V) (avec Frank Sels)
- 1991 : Anitouni (sous Wamblee) (avec Francesco Palmeri)
- 1991 : Wa Na Pi (sous Wamblee) (avec Francesco Palmeri)
- 1992 : I'm Sorry (Désolé madame), sous R.I.P.) (avec Richard Quyssens and Eric Imhauser)
- 1992 : Atomico (sous Redline) (avec Eric Imhauser)
- 1992 : It's Time to Sleep (sous Nitrogena) (avec Eric Imhauser)
- 1993 : Jumping (sous Redline (avec Eric Imhauser)
- 1993 : Get to You (sous Logic Dream) (avec F. Spindler)
- 1994 : 4 U/Just Deep (sous Deep Walker)
- 1994 : Strange Day (sous Marocco)
- 1994 : People (sous Family Groove)
- 2001 : We Loved (sous E-People) (avec Frank de Gryse et C. Robert Walker)
- 2001 : Tool #1 (sous Private Tools) (avec Kid Creme)
- 2002 : Chasing (sous Maphia Ltd.) (avec Kid Creme)
- 2003 : Hidden Sun/Good Times (sous Soho)
- 2003 : Excuse Me! (sous Nu Rican Kidz)
- 2003 : Hold Me Up (sous Glory) (avec Frank de Gryse and Jocelyn Brown)
- 2005 : Tool #2 (sous Private Tools) (avec Kid Creme)

### Productions
- 1993 : Bart Herman - Metropool (avec Eric Imhauser)
- 1994 : Bart Herman - Waterman (avec Eric Imhauser)
- 1994 : Daddy K - Voulez-vous coucher avec moi ? (avec Eric Imhauser)
- 1997 : Traisey Elana Williams - Feel the Fire (avec Frank Degrees)
- 1998 : Shelly Dee - Party
- 1999 : Jerome Prister - Lovin' Right Now (avec Conga Squad)
- 2001 : Dajae - Everyday of My Life (avec Felix da Housecat)